# ジョブコーチ
ジョブコーチ（job coach）とは、障害者の就労に当たり、出来ることと出来ないことを事業所に伝達するなど、障害者が円滑に就労できるように、職場内外の支援環境を整える者を指す。

## 概要
一見障害者には見えない発達障害者の就労で多用される。資格は特にないが、福祉に関心のある者が、短期講習で養成される場合が多い。
また、障害者自立支援法による「障害者就労移行支援事業所」に勤務する、雇用先との調整や利用者の指導を行う職員のことをジョブコーチという場合がある。
また、障害者の雇用の促進等に関する法律による「職場適応援助者助成金制度」を利用しジョブコーチとして活動をする際には、独立行政法人高齢・障害者雇用支援機構の行う第1号職場適応援助者養成研修もしくは第2号職場適応援助者養成研修やJC-NET（ジョブコーチネットワーク）や特定非営利活動法人大阪障害者雇用支援ネットワークの行うジョブコーチ （ジョブ・メイト）養成研修（職場適応援助者養成研修）を修了する事が必須となる。
職場適応援助者が行う支援には主に下記のものがある。
1）障害者本人に対する支援
1. 人間関係、職場内コミュニケーション（挨拶、報告、職場内マナー等）
2. 基本的労働習慣（継続勤務、規則の遵守、生活リズムの構築等）
3. 職務遂行（職務内容の理解、作業遂行力の向上、作業態度の改善）
4. 通勤等に係る支援

2）雇用主に対する支援
1. 障害に係る知識（障害特性の理解、障害に配慮した対応方法、医療機関との連携方法等）
2. 職務内容の設定（作業内容、工程、補助具等の設定等）
3. 職務遂行に係る指導方法（指示や見本の提示方法、作業ミスの改善等）
4. 従業員との関わり方（指示・注意の仕方、障害の知識に係る社内啓発の方策等）等に係る支援

3）家族に対する支援
1. 本人の職業生活を支えるための助言

※支援回数や時間を徐々に減らし、ジョブコーチ主体の支援から事業主主体の支援に移行。支援終了後もフォローアップを行う。
※期間は、障害者の状況により、期間を区切り、それぞれ目標を立てて支援を行う。標準的には2から4ヶ月である。

## 関連資格・職種
資格
- 障害者職業生活相談員

職種
- 障害者職業カウンセラー